# Das Sommerhaus der Stars – Kampf der Promipaare/Staffel 8
Die 8. Staffel der deutschen Reality-Show Das Sommerhaus der Stars – Kampf der Promipaare wurde vom 19. September bis zum 15. November 2023 dienstags – drei Folgen auch mittwochs – auf dem Privatsender RTL ausgestrahlt.
Zum vierten Mal in Folge wurde auf einem Bauernhof in Bocholt-Barlo gedreht. Serkan Yavuz und Samira Klampfl wurden das Promi-Paar 2023.

## Teilnehmer
| Platz | Teilnehmer                                                   | Bekannt geworden als | Einzug   | Auszug   | Elimination durch          |
| Platz | Teilnehmer                                                   | Bekannt geworden als | in Folge | in Folge | Elimination durch          |
| ----- | ------------------------------------------------------------ | --- | -------- | -------- | -------------------------- |
| 1     | Serkan Yavuz (30) und seine Ehefrau Samira Klampfl (29)      | Teilnehmer bei Die Bachelorette, Bachelor in Paradise, Big Brother und Prominent getrennt, Gewinner von Kampf der Realitystars / Teilnehmerin bei Der Bachelor, Take Me Out, Beauty & The Nerd und Bachelor in Paradise | 7        | 11       |                            |
| 2     | Justine Dippl (35) und ihr Freund Arben Zekic (28)           | Ex-Ehefrau von Joey Heindle, ehemalige Miss Norddeutschland / – | 1        | 11       |                            |
| 3     | Maurice Dziwak (24) und seine Freundin Ricarda Raatz (30)    | Teilnehmer bei Love Island und Are You The One? / Teilnehmerin bei Love Island, Beauty & The Nerd und Are You The One?                                                                                                  | 1        | 11       |                            |
| 4     | Hanna Sökeland (29) und ihre Freundin Jessica Huber (27)     | Princess-Charming-Paar | 8        | 11       |                            |
| 5     | Aleks Petrovic (32) und seine Freundin Vanessa Nwattu (23)   | Teilnehmer bei Love Island, Are You The One?, Ex on the Beach, Couple Challenge und Temptation Island VIP / Teilnehmerin bei Temptation Island VIP                                                                      | 1        | 11       | 4 von 10 Stimmen           |
| 6     | Pia Tillmann (37) und ihr Freund Zico Banach (32)            | Schauspielerin, Darstellerin bei Berlin – Tag & Nacht und Köln 50667 / Teilnehmer bei Die Bachelorette und Bachelor in Paradise, Darsteller bei Köln 50667                                                              | 1        | 10       | 3 von 6 Stimmen            |
| 7     | Tim Toupet (51) und seine Freundin Carina Krogbäumker (33)   | Partyschlagersänger, Teilnehmer bei Big Brother und Schlager sucht Liebe / Partyschlagersängerin (Carina Crone), Teilnehmerin bei Schlager sucht Liebe und Take Me Out                                                  | 1        | 9        | freiwilliger Auszug        |
| 8     | Walentina Doronina (22) und ihr Freund Can Kaplan (27)       | Teilnehmerin bei Ex on the Beach, Are You the One?, Couple Challenge, Reality Shore, Promi Big Brother und Beauty & The Nerd / –                                                                                        | 1        | 6        | Ausschluss aus der Sendung |
| 8     | Luigi „Gigi“ Birofio (24) und seine Freundin Dana Feist (26) | Teilnehmer bei Ex on the Beach, Kampf der Realitystars, Prominent getrennt, Temptation Island VIP und Ich bin ein Star – Holt mich hier raus! / Teilnehmerin bei Love Island, Are You the One? und Germany Shore        | 5        | 6        | Ausschluss aus der Sendung |
| 10    | Eric Stehfest (34) und seine Ehefrau Edith Stehfest (28)     | Schauspieler (u. a. GZSZ), Autor, Teilnehmer bei Let’s Dance und Ich bin ein Star – Holt mich hier raus! / Sängerin (Lotta Laut)                                                                                        | 1        | 5        | Exit-Duell                 |
| 11    | Claudia Obert (61) und ihr Freund Max Suhr (24)              | Modeunternehmerin, Teilnehmerin bei Promi Big Brother, Promis unter Palmen und Kampf der Realitystars, Protagonistin in Claudias House of Love / –                                                                      | 1        | 4        | 5 von 8 Stimmen            |

## Nominierungen
|                             | Runde 1 (Folge 3)                                       | Runde 2 (Folge 4)                 | Runde 3 (Folge 6)               | Runde 4 (Folge 8)                                          | Runde 5 (Folge 9)                  | Runde 6 (Folge 10)                 | Finale (Folge 11)                  |
| --------------------------- | ------------------------------------------------------- | --------------------------------- | ------------------------------- | ---------------------------------------------------------- | ---------------------------------- | ---------------------------------- | ---------------------------------- |
| Serkan & Samira             | Nicht im Haus                                           | Nicht im Haus                     | Nicht im Haus                   | Justine & Arben                                            | Pia & Zico                         | Aleks & Vanessa Justine & Arben    | Promipaar 2023                     |
| Justine & Arben             | Claudia & Max                                           | Tim & Carina                      | Walentina & Can                 | Maurice & Ricarda                                          | Maurice & Ricarda                  | Aleks & Vanessa Maurice & Ricarda  | 2. Platz                           |
| Maurice & Ricarda           | Claudia & Max                                           | Aleks & Vanessa                   | Walentina & Can                 | Justine & Arben                                            | Pia & Zico                         | Aleks & Vanessa Justine & Arben    | 3. Platz                           |
| Hanna & Jessica             | Nicht im Haus                                           | Nicht im Haus                     | Nicht im Haus                   | Justine & Arben                                            | Pia & Zico                         | Aleks & Vanessa Maurice & Ricarda  | 4. Platz                           |
| Aleks & Vanessa             | Claudia & Max                                           | Eric & Edith                      | Maurice & Ricarda               | Maurice & Ricarda                                          | Maurice & Ricarda                  | Maurice & Ricarda Justine & Arben  | rausgewählt (Folge 10)             |
| Pia & Zico                  | Claudia & Max                                           | Aleks & Vanessa                   | Walentina & Can                 | Maurice & Ricarda                                          | Maurice & Ricarda                  | rausgewählt (Folge 9)              | rausgewählt (Folge 9)              |
| Tim & Carina                | Aleks & Vanessa                                         | Eric & Edith                      | Walentina & Can                 | Maurice & Ricarda                                          | freiwilliger Auszug (Folge 9)      | freiwilliger Auszug (Folge 9)      | freiwilliger Auszug (Folge 9)      |
| Walentina & Can             | Aleks & Vanessa                                         | Pia & Zico                        | Tim & Carina                    | aus der Sendung genommen (Folge 6)                         | aus der Sendung genommen (Folge 6) | aus der Sendung genommen (Folge 6) | aus der Sendung genommen (Folge 6) |
| Gigi & Dana                 | Nicht im Haus                                           | Nicht im Haus                     | Walentina & Can                 | aus der Sendung genommen (Folge 6)                         | aus der Sendung genommen (Folge 6) | aus der Sendung genommen (Folge 6) | aus der Sendung genommen (Folge 6) |
| Eric & Edith                | Claudia & Max                                           | Aleks & Vanessa                   | ausgeschieden (Folge 5)         | ausgeschieden (Folge 5)                                    | ausgeschieden (Folge 5)            | ausgeschieden (Folge 5)            | ausgeschieden (Folge 5)            |
| Claudia & Max               | Aleks & Vanessa                                         | rausgewählt (Folge 3)             | rausgewählt (Folge 3)           | rausgewählt (Folge 3)                                      | rausgewählt (Folge 3)              | rausgewählt (Folge 3)              | rausgewählt (Folge 3)              |
|                             | Runde 1 (Folge 3)                                       | Runde 2 (Folge 4)                 | Runde 3 (Folge 6)               | Runde 4 (Folge 8)                                          | Runde 5 (Folge 9)                  | Runde 6 (Folge 10)                 | Finale (Folge 11)                  |
| Freiwilliger Auszug         |                                                         |                                   |                                 |                                                            | Tim & Carina                       |                                    |                                    |
| Ausschluss                  |                                                         |                                   | Gigi & Dana Walentina & Can     |                                                            |                                    |                                    |                                    |
| Nominierungs- schutz        | Pia & Zico Eric & Edith Walentina & Can Justine & Arben | Walentina & Can Maurice & Ricarda | Justine & Arben Aleks & Vanessa | Serkan & Samira Aleks & Vanessa Pia & Zico Hanna & Jessica | Aleks & Vanessa Serkan & Samira    | Serkan & Samira                    |                                    |
| Rauswahl                    | Claudia & Max 5 von 8 Stimmen                           | Eric & Edith Exit-Duell           | – Exit-Duell                    | – Exit-Duell                                               | Pia & Zico 3 von 6 Stimmen         | Aleks & Vanessa 4 von 10 Stimmen   |                                    |
| Anmerkungen: 1. 2. 3. 4. 5. |                                                         |                                   |                                 |                                                            |                                    |                                    |                                    |

## Ablauf

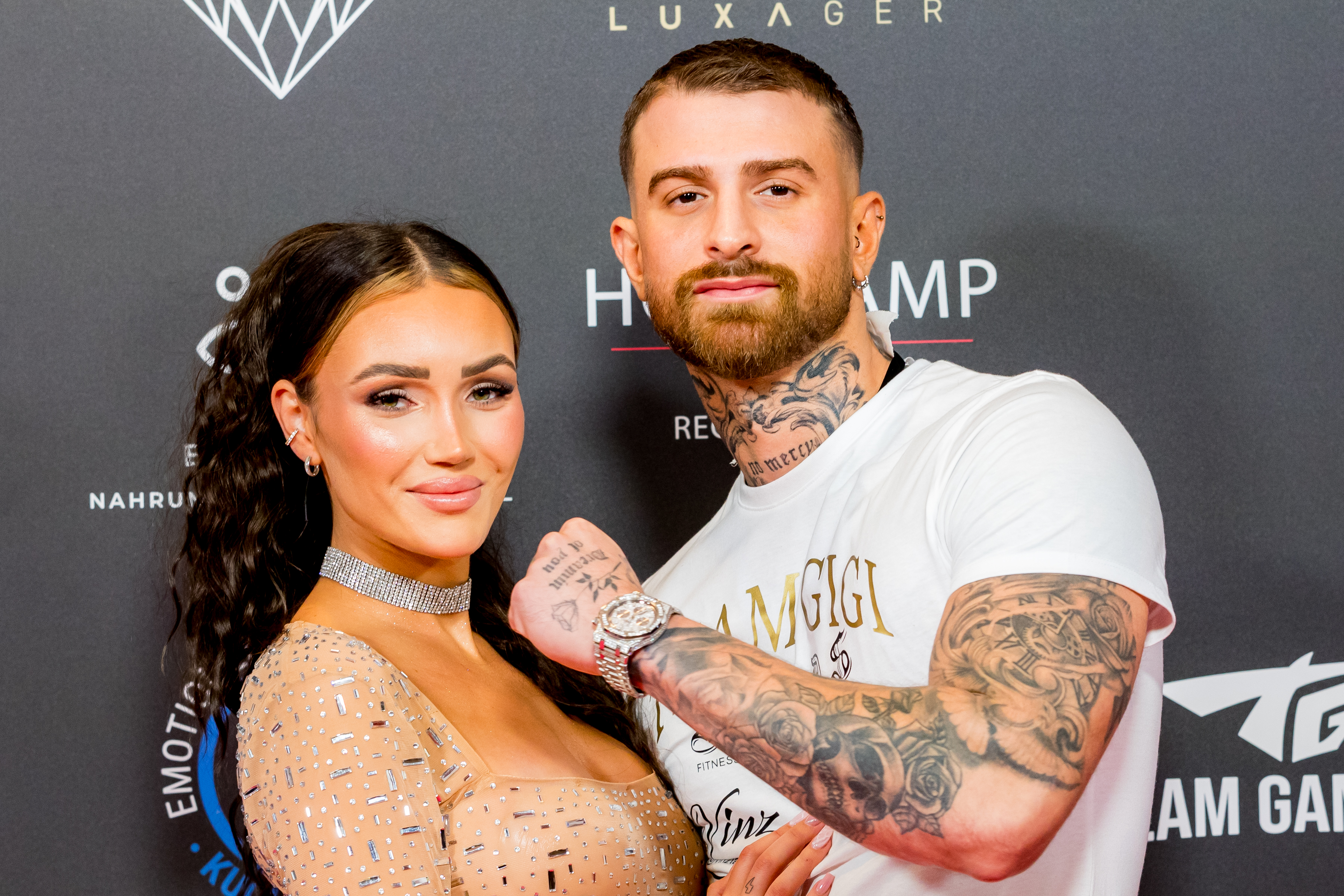
Dana Feist und Luigi Birofio beim Fame Fighting (November 2023)

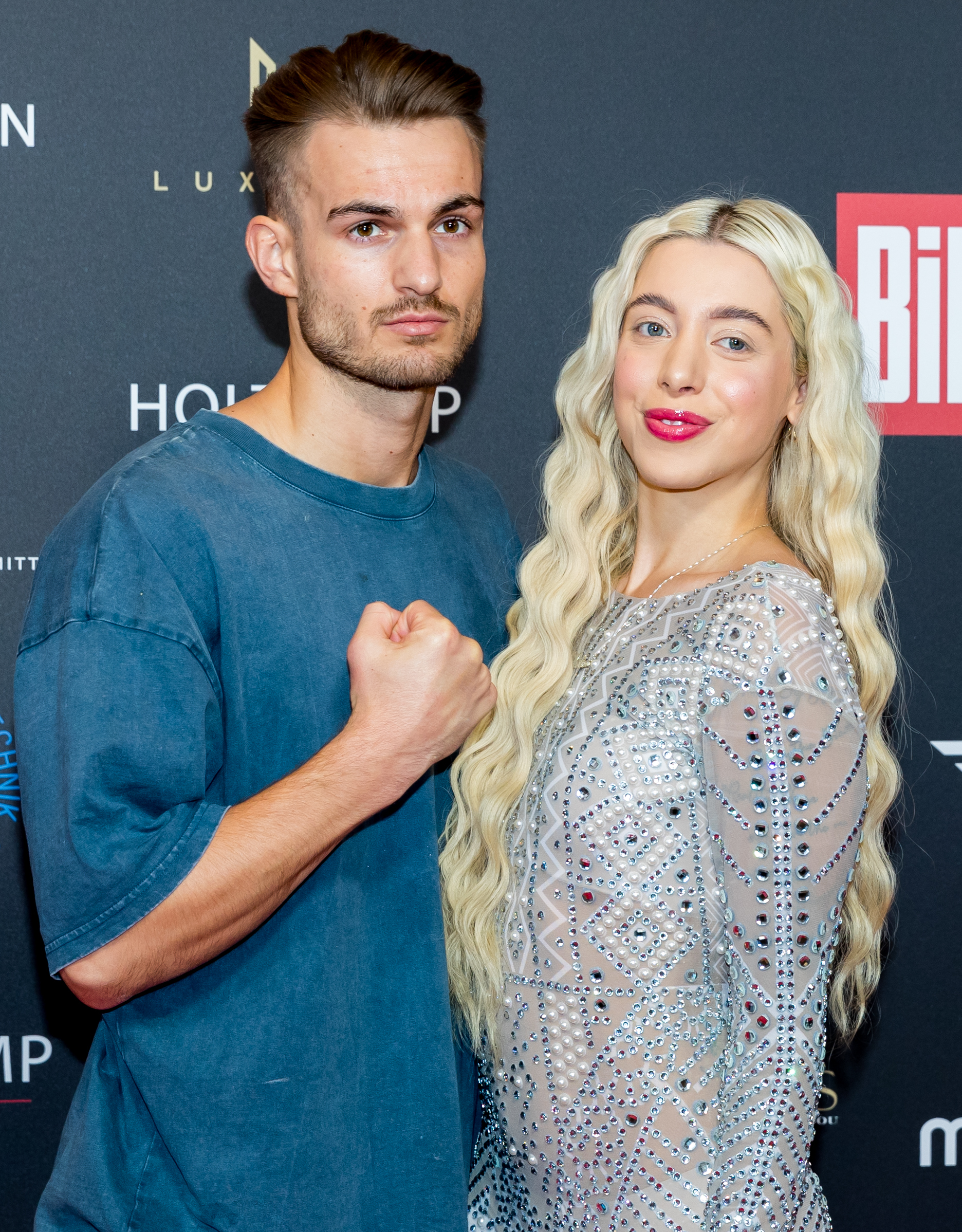
Can Kaplan und Walentina Doronina beim Fame Fighting (November 2023)

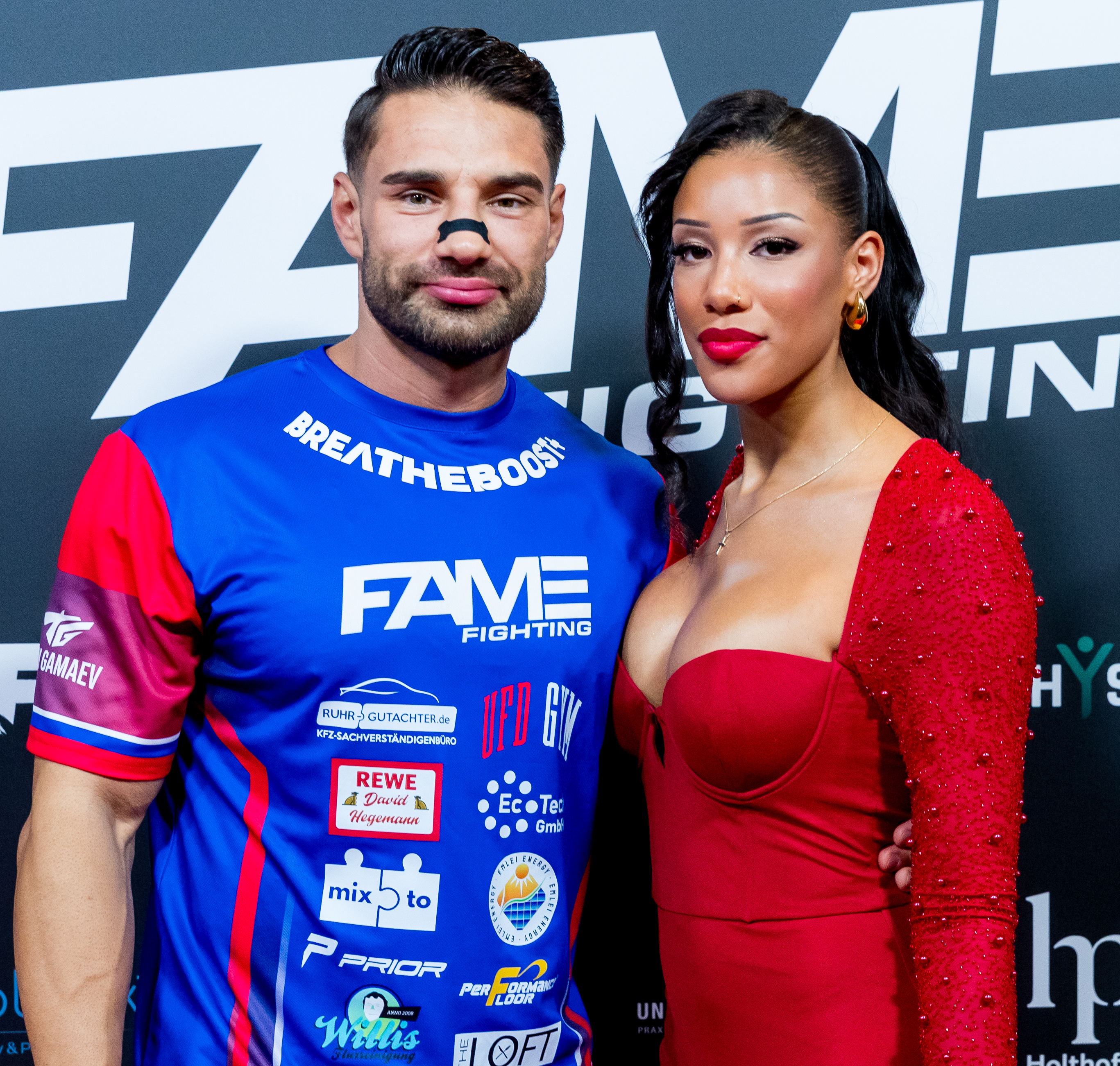
Aleks Petrovic und Vanessa Nwattu beim Fame Fighting 2 (November 2024)

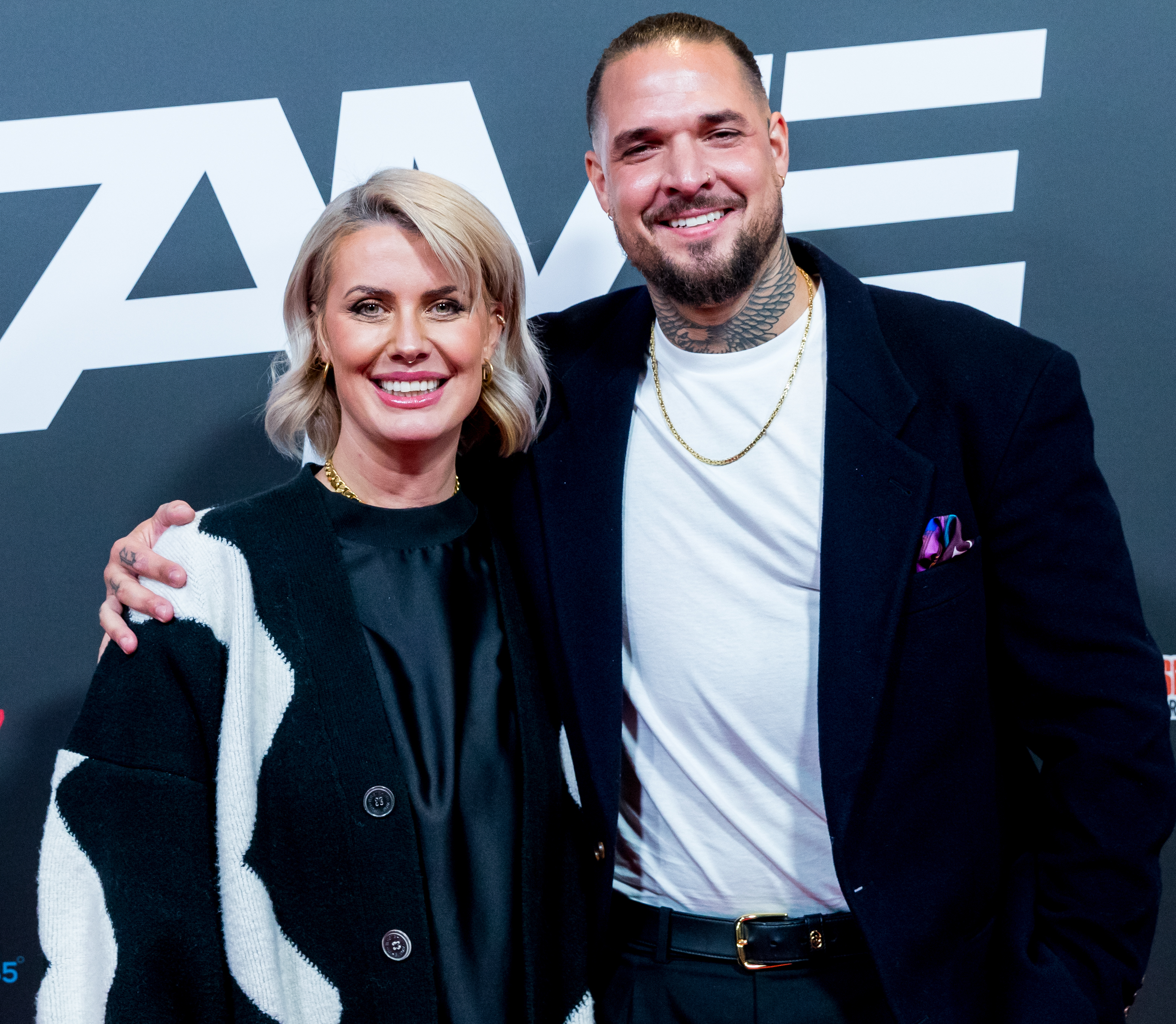
Pia Tillmann und Zico Banach beim Fame Fighting 2 (November 2024)

- In Folge 1 erspielten sich Pia & Zico den Nominierungsschutz. Beim Stimmungsbarometer erhielten Walentina & Can drei von acht Stimmen gegen sich, Claudia & Max sowie Aleks & Vanessa jeweils zwei, Eric & Edith eine.
- In Folge 2 erspielten sich Eric & Edith sowie Walentina & Can den Nominierungsschutz.
- In Folge 3 erspielten sich Justine & Arben den Nominierungsschutz. In der folgenden Nominierung erhielten Aleks & Vanessa drei Stimmen gegen sich, während Claudia & Max mit fünf von acht Stimmen rausgewählt wurden.
- In Folge 4 erspielten sich Walentina & Can sowie Maurice & Ricarda den Nominierungsschutz. In der folgenden Nominierung erhielten Aleks & Vanessa drei und Eric & Edith zwei Stimmen gegen sich, wodurch die zwei Paare in Folge 5 zum Exit-Duell antreten müssen.
- In Folge 5 mussten Eric & Edith nach der Niederlage im Exit-Duell das Sommerhaus verlassen. Im Spiel erspielten sich Justine & Arben den Nominierungsschutz. Beim Stimmungsbarometer erhielten Walentina & Can fünf von sieben Stimmen gegen sich, Maurice & Ricarda zwei.
- In Folge 6 erspielten sich Aleks & Vanessa den Nominierungsschutz. In der folgenden Nominierung erhielten Walentina & Can insgesamt fünf Stimmen gegen sich, Tim & Carina sowie Maurice & Ricarda jeweils eine Stimme. Walentina & Can entschieden sich für Tim & Carina als Gegner im Exit-Duell. Aufgrund einer Handgreiflichkeit von Gigi gegen Can und Walentina wurden Gigi & Dana aus der Sendung genommen.[3] Im Anschluss entschied die Produktion, dass auch Walentina & Can die Show verlassen müssen, um die „angespannte Atmosphäre im Sommerhaus zu beruhigen“.[4]
- In Folge 7 erspielten sich Serkan & Samira sowie Aleks & Vanessa den Nominierungsschutz. Beim Stimmungsbarometer erhielten Carina & Tim drei von sechs Stimmen gegen sich, Maurice & Ricarda zwei und Justine & Arben eine.
- In Folge 8 erspielten sich Pia & Zico den Nominierungsschutz; die Neuzugänge Hanna & Jessica erhielten automatischen Nominierungsschutz. In der Exit-Nominierung erhielten Maurice & Ricarda vier von sieben Stimmen gegen sich, Justine & Arben drei.
- In Folge 9 verließen Tim & Carina freiwillig das Sommerhaus. Aleks & Vanessa sowie Serkan & Samira erspielten sich den Nominierungsschutz. In der folgenden Nominierung erhielten Pia & Zico sowie Maurice & Ricarda jeweils drei Stimmen gegen sich. Aleks und Serkan mussten entscheiden, welches Paar das Sommerhaus verlassen muss und entschieden sich für Pia & Zico.
- In Folge 10 erspielten sich Serkan & Samira den Nominierungsschutz. In der folgenden Nominierung erhielten Aleks & Vanessa vier von zehn Stimmen gegen sich, Justine & Arben sowie Maurice & Ricarda jeweils drei. Aleks & Vanessa mussten das Sommerhaus verlassen.
- In Folge 11 gewannen im ersten Spiel Maurice & Ricarda ein Duell gegen Serkan & Samira, Justine & Arben ihr Duell gegen Hanna & Jessica. Im Verliererduell unterlagen Hanna & Jessica Serkan & Samira und schieden als erstes Paar aus. Maurice & Ricarda verloren das zweite Spiel. Das letzte Spiel gewannen Serkan & Samira gegen Justine & Arben, wurden somit das Promipaar 2023.
- Als Folge 12 wurde die Aftershow Das große Wiedersehen ausgestrahlt. Unter Moderation von Frauke Ludowig ließen neun Paare die vergangene Staffel Revue passieren.[5] Die beiden ausgeschlossenen Paare waren nicht eingeladen worden.

## Einschaltquoten
| Folge | Datum der Erstausstrahlung | Zuschauerzahl | Zuschauerzahl   | Marktanteil | Marktanteil     | Quelle        |
| Folge | Datum der Erstausstrahlung | Gesamt        | 14 bis 49 Jahre | Gesamt      | 14 bis 49 Jahre | Quelle        |
| ----- | -------------------------- | ------------- | --------------- | ----------- | --------------- | ------------- |
| 01    | 19. September 2023         | 1,60 Mio.     | 0,58 Mio.       | 8,0 %       | 14,2 %          | [ Quoten 1 ]  |
| 02    | 26. September 2023         | 1,67 Mio.     | 0,57 Mio.       | 6,7 %       | 10,1 %          | [ Quoten 2 ]  |
| 03    | 3. Oktober 2023            | 1,80 Mio.     | 0,71 Mio.       | 7,3 %       | 13,2 %          | [ Quoten 3 ]  |
| 04    | 10. Oktober 2023           | 1,78 Mio.     | 0,73 Mio.       | 7,4 %       | 14,7 %          | [ Quoten 4 ]  |
| 05    | 17. Oktober 2023           | 1,61 Mio.     | 0,58 Mio.       | 6,4 %       | 11,1 %          | [ Quoten 5 ]  |
| 06    | 24. Oktober 2023           | 1,71 Mio.     | 0,64 Mio.       | 7,0 %       | 12,7 %          | [ Quoten 6 ]  |
| 07    | 31. Oktober 2023           | 1,49 Mio.     | 0,56 Mio.       | 5,8 %       | 10,4 %          | [ Quoten 7 ]  |
| 08    | 1. November 2023           | 1,53 Mio.     | 0,64 Mio.       | 5,5 %       | 10,1 %          | [ Quoten 8 ]  |
| 09    | 7. November 2023           | 1,62 Mio.     | 0,59 Mio.       | 6,5 %       | 11,6 %          | [ Quoten 9 ]  |
| 10    | 8. November 2023           | 1,51 Mio.     | 0,56 Mio.       | 6,0 %       | 10,0 %          | [ Quoten 10 ] |
| 11    | 14. November 2023          | 1,43 Mio.     | 0,55 Mio.       | 5,4 %       | 9,8 %           | [ Quoten 11 ] |
| 12    | 15. November 2023          | 1,83 Mio.     | 0,80 Mio.       | 7,3 %       | 14,5 %          | [ Quoten 12 ] |

## Trennungen
- Maurice Dziwak und Ricarda Raatz trennten sich im Anschluss an die Dreharbeiten.[6]
- Nach Ende der Ausstrahlung trennte sich Dana Feist von Luigi „Gigi“ Birofio.[7]
- Im Juni 2024 wurde die Trennung von Walentina Doronina und Can Kaplan bekannt gegeben.[8]
- Nachdem es im Sommer 2023 heiratete, trennte sich im Februar 2025 das Siegerpaar Serkan und Samira Yavuz.[9]
- Ebenfalls im Februar 2025 trennten sich die Zweitplatzierten Justine Dippl und Arben Zekic.[10]

## Trivia
Zehn Tage nach der TV-Ausstrahlung des Rauswurfs der Paare Gigi & Dana und Walentina & Can und deren Auseinandersetzung waren Gigi Birofio und Can Kaplan Gegner bei der Prominenten-Boxveranstaltung Fame Fighting. Aleks Petrovic bestritt den zweiten Hauptkampf gegen den Vorjahreskandidaten bei Das Sommerhaus der Stars, Diogo Sangre. Walentina Doronina äußerte vor der Kamera Teilnahmeambitionen.